# Zálesie, Senec
Zálesie este o comună slovacă, aflată în districtul Senec din regiunea Bratislava, pe malul râului Dunărea Mică (Slovacia). Localitatea se află la altitudinea de 129 m deasupra n.m., se întinde pe o suprafață de 5,87 km2 și în 2017 număra 2.033 de locuitori.

## Demografie
| An:                | 1994 | 2004    | 2014    | 2024    |
| ------------------ | ---- | ------- | ------- | ------- |
| Număr de persoane: | 710  | 925     | 1791    | 2297    |
| Diferență:         |      | +30,28% | +93,62% | +28,25% |

| An:                | 2023 | 2024   |
| ------------------ | ---- | ------ |
| Număr de persoane: | 2280 | 2297   |
| Diferență:         |      | +0,74% |